# Vuollipetsijärvi
Vuollipetsijärvi är en sjö i Kiruna kommun i Lappland och ingår i Torneälvens huvudavrinningsområde. Sjön har en area på 0,0464 kvadratkilometer och ligger 375,3 meter över havet. Vuollipetsijärvi ligger i Torne och Kalix älvsystem Natura 2000-område.

## Delavrinningsområde
Vuollipetsijärvi ingår i det delavrinningsområde (753771-170387) som SMHI kallar för Utloppet av Sautusjärvi. Medelhöjden är 359 meter över havet och ytan är 82,71 kvadratkilometer. Räknas de 2 avrinningsområdena uppströms in blir den ackumulerade arean 105,89 kvadratkilometer. Sautusjoki som avvattnar avrinningsområdet har biflödesordning 2, vilket innebär att vattnet flödar genom totalt 2 vattendrag innan det når havet efter 369 kilometer. Avrinningsområdet består mestadels av skog (60 procent). Avrinningsområdet har 24,47 kvadratkilometer vattenytor vilket ger det en sjöprocent på 29,6 procent.